# Марківська сільська рада (Томашпільський район)
| Марківська сільська рада — колишній орган місцевого самоврядування у Томашпільському районі Вінницької області з адміністративним центром у с. Марківка. 05.02.1965 Указом Президії Верховної Ради Української РСР передано Марківську сільраду Крижопільського району — до складу Тульчинського району. Сільській раді підпорядковані населені пункти: - с. Марківка - с. Антопіль |

## Склад ради
Рада складалася з 16 депутатів та голови.

## Керівний склад сільської ради
| ПІБ                          | Основні відомості                                                                | Дата обрання | Дата звільнення |
| ---------------------------- | -------------------------------------------------------------------------------- | ------------ | --------------- |
| Бойко Андрій Миколайович     | Сільський голова, 1961 року народження, освіта, член Української Народної Партії | 26.03.2006   | 31.10.2010      |
| Вергеліс Вікторія Вікторівна | Сільський голова, 1971 року народження, освіта середня спеціальна                | 31.10.2010   |                 |

Примітка: таблиця складена за даними джерела